# Ngư lôi MK-48
Mark 48 cùng với phiên bản nâng cấp Advanced Capability (ADCAP) là một loại ngư lôi hạng nặng của Hải quân Hoa Kỳ. Chúng được thiết kế để tấn công các tàu ngầm năng lượng hạt nhân lặn ở độ sâu lớn cùng với các tàu mặt nước.

## Lịch sử
Ngư lôi Mark 48 ban đầu được phát triển với tên gọi REsearch TORpedo Concept II (RETORC II), một trong số các loại vũ khí theo khuyến nghị bởi Project Nobska, một nghiên cứu vào mùa hè năm 1956 về tác chiến chống ngầm. Ngư lôi Mk-48 được thiết kế vào cuối những năm 1960s nhằm tạo ưu thế cho Hải quân Mỹ trước hạm đội tàu ngầm của Liên Xô. Ngư lôi được đưa vào trang bị từ năm 1972, thay thế cho các loại ngư lôi Mk-37, Mk-14 và Mk-16 làm vũ khí chính trên các tàu ngầm của Hải quân Mỹ. Với việc Liên Xô chế tạo và đưa vào vận hành tàu ngầm Đề án 705 Lyra năm 1977, Mỹ quyết định đẩy nhanh tốc độ chương trình ADCAP, nhằm tạo ra một nâng cấp toàn diện cho ngư lôi Mk-48. Các cuộc thử nghiệm được tiến hành trên các ngư lôi nhằm cải tiến đặc tính thủy âm và điện tử. Phiên bản mới nhất của Mk-48 là Mk-48 Mod 4, được thử nghiệm và đưa vào trang bị từ năm 1985, đưa vào trang bị vào năm 1988. Từ đó đến nay, ngư lôi đã được tiến hành cải tiến nhiều lần. Tính đến  năm 2012 Mk-48 Mod 6 đã được đưa vào trang bị; phiên bản Mod 7 được bắn thử nghiệm vào năm 2008 trong cuộc tập trận Rim of Pacific Naval. Tính đến năm 2001, Hải quân Mỹ có trong trang bị 1.046 ngư lôi Mk-48. Năm 2017, công ty Lockheed sản xuất khoảng 50 quả ngư lôi mỗi năm.

## Triển khai
Ngư lôi Mk-48 được thiết kế để phóng đi từ ống phóng ngư lôi của tàu ngầm. Ngư lôi Mk-48 được trang bị trên các tàu ngầm mang tên lửa đạn đạo lớp Ohio, tàu ngầm lớp Seawolf, tàu ngầm lớp Los Angeles, và tàu ngầm lớp Virginia. Nó cũng được trang bị trong Hải quân Canada, Australa, và Hà Lan. Hải quân Hoàng gia Anh không lựa chọn trang bị ngư lôi Mark 48, thay vào đó họ sử dụng ngư lôi nội địa Spearfish.
Mk-48 và Mk-48 ADCAP được điều khiển qua dây nối với tàu ngầm mẹ. Nó cũng có cảm biến chủ động và thụ động để tiến hành tìm kiếm, theo dõi và tấn công mục tiêu. Ngư lôi Mark 48 được thiết kế để nổ dưới ki tàu mặt nước, phá vỡ và tiêu diệt mục tiêu. Trong trường hợp bắn trượt mục tiêu, nó có khả năng quay trở lại tấn công thêm lần nữa.

## Động cơ
Sử dụng động cơ swashplate piston engine với nhiên liệu monopropellant đơn nguyên Otto fuel II.

## Cảm biến và các cải tiến
Đầu dò của ngư lôi Mk 48 có trang bị sonar chủ động. Theo một số báo cáo, cảm biến của ngư lôi có khả năng phát hiện từ trường và điện trường xung quanh. Điều này có thể là do ngư lôi có cuộn điện từ trường trong đầu đạn, có khả năng cảm nhận được từ trường thay đổi do khối lượng kim loại ki tàu tạo ra, và kích nổ đầu đạn ở một khoảng cách xác định.
Ngư lôi đã được phát triển và nâng cấp qua nhiều phiên bản. Vào những năm 1990s, phiên bản Mod 6 của ADCAP đã cải tiến giảm độ ồn của động cơ ngư lôi, khiến nó khó bị phát hiện hơn.
Ngư lôi Mk48 Mod 7 Common Broadband Advanced Sonar System (CBASS) được tối ưu hóa cho việc hoạt động ở độ sâu lớn và cả vùng nước nông ven bờ và có khả năng chống lại các biện pháp đối phó của đối phương. Ngư lôi Mod 7 tăng độ rộng băng thông sonar, bổ sung thêm khả năng truyền/thu tín hiệu ping sonar ở băng tần rộng hơn, được trang bị công nghệ phân tích tín hiệu tốt hơn, cho phép nó theo dõi và tấn công mục tiêu tối hơn.

## Operators

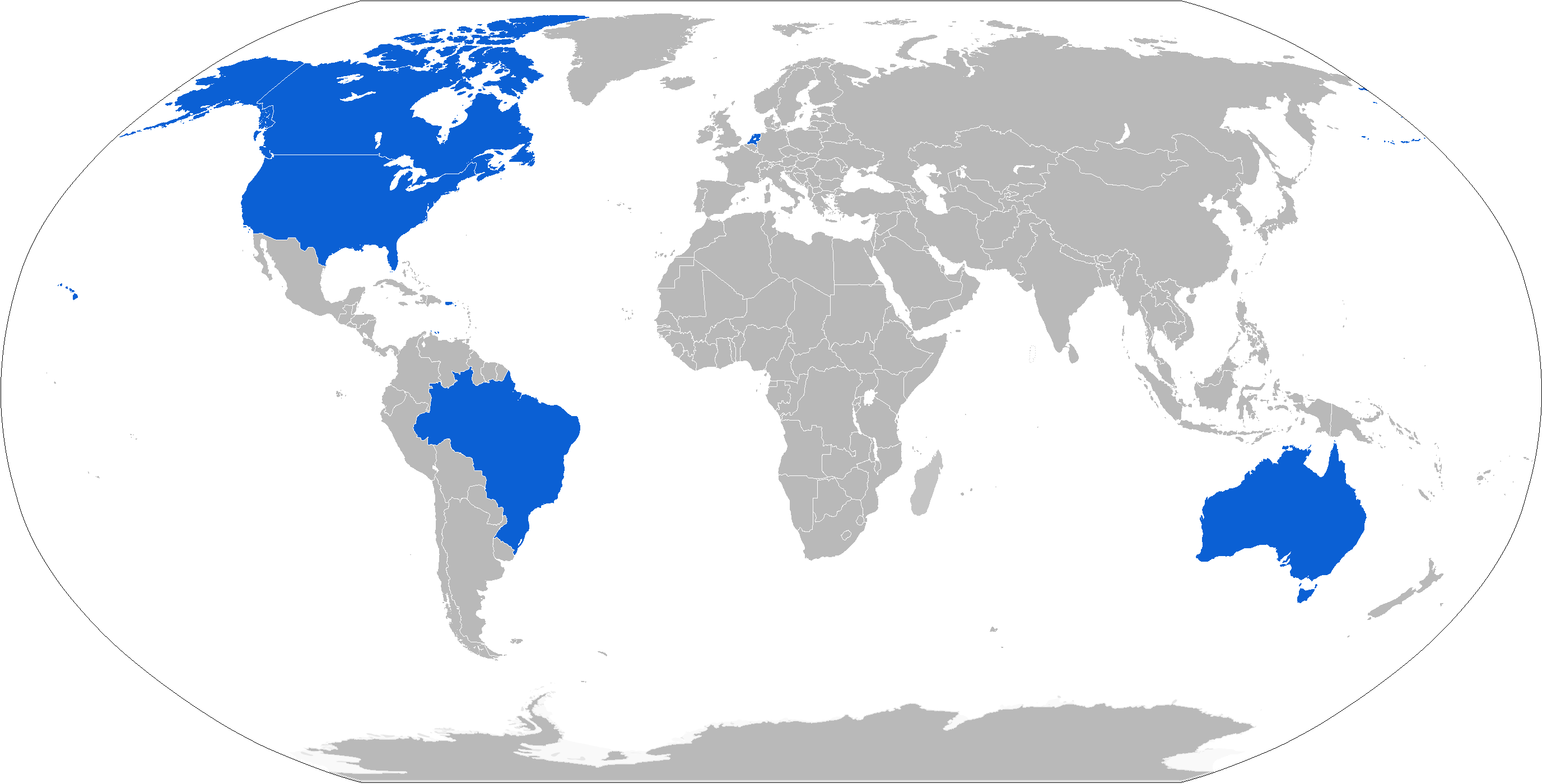
Map with Mark 48 operators in blue

### Current operators
- Hải quân Úc
- Hải quân Brasil
- Hải quân Hoàng gia Canada
- Hải quân Hoàng gia Hà Lan
- Hải quân Hoa Kỳ

### Future operator
- Hải quân Trung Hoa Dân Quốc: in 2016 agreement was made to supply MK48 Mod6 AT to Taiwan;[13] in May 2020, 18 torpedoes were sold for $180 million.[14]

## References
1. 1 2 3  Jolie, E.W. (15 tháng 9 năm 1978). “A Brief History of US Navy Torpedo Development: Torpedo Mine Mk48”. Truy cập ngày 21 tháng 6 năm 2013.
2. ↑  Polmar, Norman. "The Ships and Aircraft of the U.S. Fleet: Torpedoes". United States Naval Institute Proceedings, November 1978, p. 159.
3. 1 2  “MK 48”. Federation of American Scientists Military Analysis Network. www.fas.org. Truy cập ngày 6 tháng 4 năm 2011.
4. ↑  “Mark 48 CBASS”. www.deagel.com.
5. ↑  “New Look at Air Force's Ship-Killing Smart Bomb in Action, Seeker Details Revealed”. 22 tháng 9 năm 2022.
6. 1 2 3 4 5 6  Thomas, Vincent C. The Almanac of Seapower 1987. Navy League of the United States (1987). ISBN 0-9610724-8-2. p. 190.
7. 1 2 3 4  “Mk 48 ADCAP”. Jane's Naval Forces News. www.janes.com. Lưu trữ bản gốc ngày 1 tháng 4 năm 2001. Truy cập ngày 6 tháng 4 năm 2011.
8. 1 2  "US Navy Fact File: Heavyweight Torpedo - Mark 48  Lưu trữ ngày 2 tháng 7 năm 2020 tại Wayback Machine", US Navy, 17 January 2009, Retrieved 10 March 2010.
9. ↑  Friedman, Norman (1994). U.S. Submarines Since 1945: An Illustrated Design History. Annapolis, Maryland: Naval Institute Press. tr. 109–114. ISBN 1-55750-260-9.
10. ↑  Osborn, Kris (24 tháng 11 năm 2017). “Navy Engineers New Lethal, Super High-Tech Mk 48 Torpedo”. Scout.com. Bản gốc lưu trữ ngày 2 tháng 12 năm 2022. Truy cập ngày 27 tháng 11 năm 2017.
11. ↑  D'Costa, Ian. “This is what makes the Mark 48 one of the deadliest torpedoes ever built”. We are the mighty. Mighty Networks. Truy cập ngày 18 tháng 4 năm 2018.
12. ↑  The U.S. Navy's New Lethal Torpedo Is Almost Ready for War - Nationalinterest.org, 31 May 2016
13. ↑  Gady, Franz-Stefan (9 tháng 9 năm 2016). “US Agrees to Supply Taiwan With Advanced Torpedoes”. The Diplomat. After many years of delay, the United States will finally approve the sale of advanced MK-48 heavyweight torpedoes to Taiwan, an unnamed official of Taiwan’s Ministry of National Defense told Defense News. According to local Taiwanese media reports, the “problem” over the purchase of the MK-48 has “now been resolved” and the MK-48 is included in this year’s military budget request, currently being debated in Taiwan’s Legislative Yuan. The sale of the torpedoes was first requested during the presidency of George W. Bush. Neither the United States nor Taiwan has officially confirmed the deal. It is also unclear how many torpedoes will be sold and under what timeframe. Once procured, the MK-48 Mod 6 Advanced Technology (AT) heavyweight torpedoes will be installed aboard the two Hai Lung-class (improved Dutch Zwaardvis-class) submarines, according to the source.
14. ↑  “U.S. to sell Taiwan $180-million worth of torpedoes”. The Globe and Mail Inc. Reuters. 20 tháng 5 năm 2020.

## External links
- Mk 48 at Raytheon Company
- US Navy Fact File Lưu trữ ngày 27 tháng 7 năm 2020 tại Wayback Machine

Bản mẫu:Raytheon Bản mẫu:Mark-series torpedoes